# Кулешова-Максимова, Алёна Владимировна
Алёна Владимировна Кулешова-Максимова (род. 10 сентября 1986, Челябинск-65) — русская сноубордистка, выступавшая в параллельном гигантском слаломе, параллельном слаломе и сноубордкроссе. Многократная призёрша чемпионатов России по сноуборду. Мастер спорта. Член сборной команды России по сноуборду. Запасная сборной на Олимпиаде в Ванкувере. Личные тренеры Максимов А. В. и Тихомиров Д. В.

## Биография
Алёна Кулешова родилась 10 сентября 1986 года  в закрытом городе Челябинске-40 (ныне — город Озёрск Челябинской области).
В 2012 году окончила Уральский государственный университет физической культуры.
Замужем за Андреем Максимовым — бывшим старшим тренером сборной России по сноуборду.. В 2015 году у супругов родилась дочь Василиса.

## Зачёт Кубка мира
На Кубке мира Кулешова дебютировала 7 января 2005 года на этапе в Санкт-Петербурге. Лучший результат — 4-е место на этапе в Стоунеме, Канада, 22 февраля 2009 года.

### Общий зачёт
- 2005/06 — 120-е место (268 очков)
- 2006/07 — 108-е место (200 очков)
- 2007/08 — 78-е место (758 очков)
- 2008/09 — 36-е место (1770 очков)
- 2009/10 — 64-е место (855 очков)
- 2010/11 — 58-е место (450 очков)

### Зачёт по параллельным видам
- 2005/06 — 46-е место (268 очков)
- 2006/07 — 44-е место (200 очков)
- 2007/08 — 31-е место (758 очков)
- 2008/09 — 15-е место (1770 очков)
- 2009/10 — 28-е место (855 очков)
- 2010/11 — 30-е место (450 очков)
- 2011/12 — 31-е место (488 очков)

## Спортивные достижения
- Серебряный призёр чемпионата России в параллельном слаломе (2012).
- Трёхкратный бронзовый призёр чемпионата России в параллельном гигантском слаломе (2008, 2009, 2012);
- Бронзовый призёр чемпионата России в параллельном слаломе (2008).